# Rue Benito Corbal
La rue Benito Corbal est une rue de Pontevedra (Espagne) située dans la première zone d'expansion urbaine de la ville. C'est l'une des principales rues de Pontevedra, connue sous le nom de "mille d'or".

## Origine du nom
Depuis 1928, la rue est dédiée à l'homme d'affaires et politicien de Pontevedra Benito Corbal (1853-1926). Il est à l'origine du transfert du champ de foire sur la place de Barcelos et de la construction de plus de 80 % des bâtiments de la rue qui porte son nom (y compris sa propre maison au numéro 34),,.

## Histoire
Les origines de l'actuelle rue Benito Corbal se trouvent dans le tracé de la nouvelle route d'Ourense qui remplaça en 1844 le Camino Viejo de Castilla (ancienne route de Castille) comme principale sortie de la ville vers la Castille. Cette nouvelle voie d'accès à la ville, dont la partie la plus centrale correspond à l'actuelle rue Benito Corbal, arrivait à proximité de l'église de la Vierge Pèlerine.
En 1868, la partie des anciens remparts de Pontevedra située entre la porte des Trabancas et le couvent Saint-François a été démolie pour ouvrir un passage de la place de la Herrería vers la nouvelle route d'Ourense.
La rue est devenue l'axe principal du développement de la ville, monopolisant la majeure partie de l'activité du secteur du bâtiment. C'est pourquoi, le 28 avril 1894, le conseil municipal de Pontevedra a accepté de la nommer rue Progreso (rue du Progrès), de la place de la Herrería à l'hôpital provincial de Pontevedra, dont la construction venait de commencer.
En 1909, l'hôtel Progreso a été inauguré au numéro 21 de la rue, dans un bâtiment remarquable en pierre nouvellement construit, avec trois étages et une mansarde. C'était l'un des points de repère de la vie sociale de la ville et, pendant un demi-siècle, il a accueilli de grands mariages et hommages jusqu'à sa démolition en 1974.
En 1915, en raison de l'augmentation de la circulation dans la rue, le bâtiment Gran Garaje a été inauguré sur un terrain qui abritait auparavant un garage servant d'arrêt pour les voitures à cheval,.
En 1926, après la mort de Benito Corbal, le président de l'organisation patronale de Pontevedra, soutenu par plus des deux tiers des habitants de la rue, a demandé que la rue Progreso porte le nom de Benito Corbal, parce qu'il était un travailleur acharné et un amoureux de Pontevedra. La rue a été rebaptisée le 18 avril 1928,.

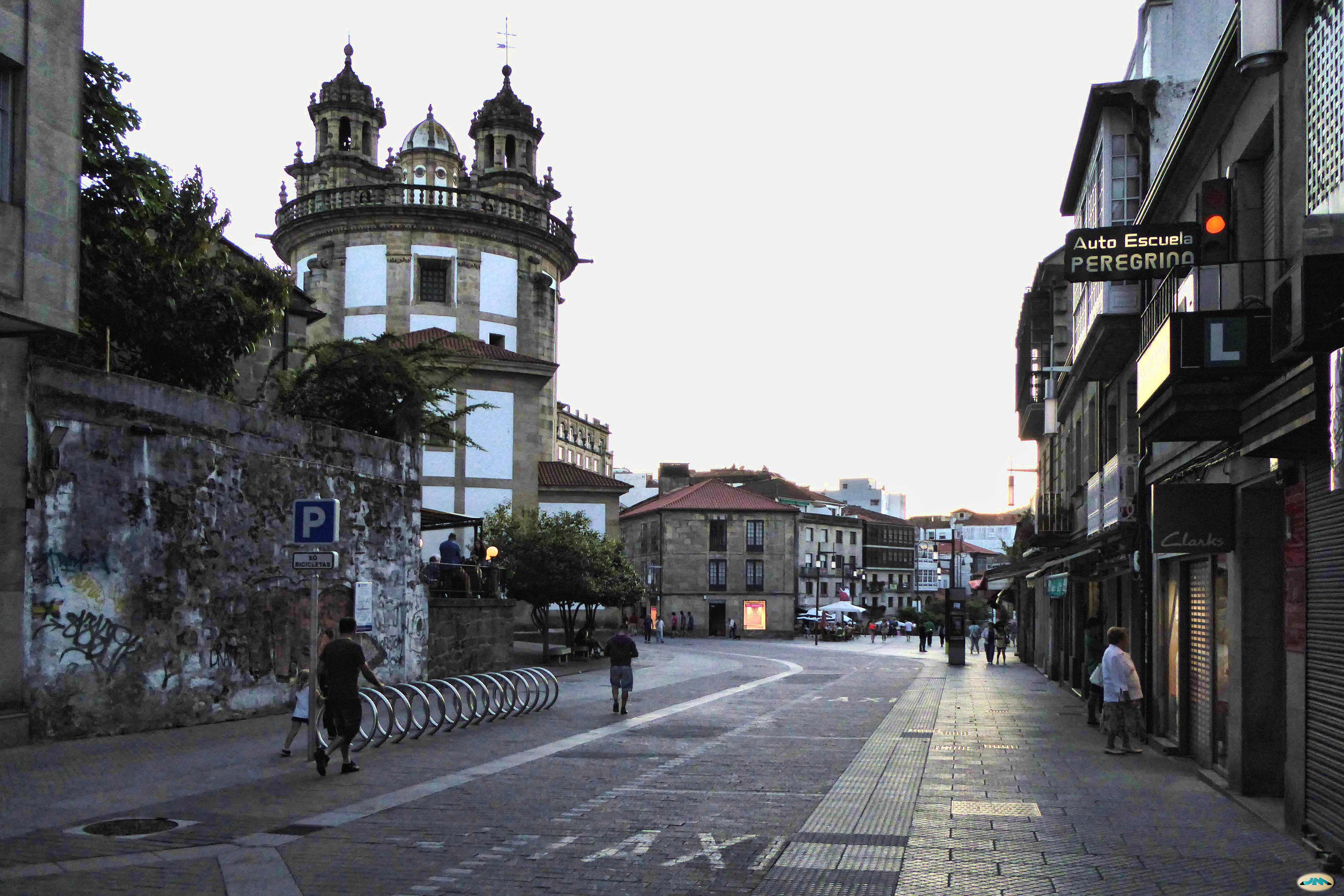
Premier tronçon de la rue en bordure du centre historique.

En 1938, le restaurant Calixto (fermé en 1992) est né dans cette rue, car ses fondateurs pensaient qu'il fallait nourrir ceux qui s'arrêtaient dans leur relais de poste. Il a été le premier restaurant de Pontevedra à être mentionné dans le guide Michelin,.
En 1943, l'un des cinémas les plus importants de la ville a été ouvert au numéro 15 de la rue Benito Corbal, avec une capacité de 1200 spectateurs, le Cinéma Victoria, qui a fermé ses portes à la fin du mois de mars 2002 avec la projection du film français Le fabuleux destin d'Amélie Poulain,,.
En 1951, en raison de l'augmentation du nombre de voitures et du trafic routier, la célèbre station-service Costa Giráldez a été ouverte au numéro 49 de la rue. Le terrain a été cédé par Valentín Costa Giráldez à la municipalité. Le local, qui était à la fois un parking, un garage et une station-service, est resté ouvert jusqu'à la fin de l'année 2017,.
En 1958, l'emblématique hôtel Universo a ouvert ses portes à l'angle des rues Benito Corbal et Sagasta. Son jardin s'étendait jusqu'à l'intersection de la rue Cruz Gallástegui. Avec son café, son restaurant, sa boîte et ses salons de thé, c'était un point de référence dans la vie sociale de Pontevedra et a marqué une époque dans la ville. L'hôtel a fermé ses portes en 1977.
En 1958 également, au numéro 47 de la rue, un bâtiment a été inauguré pour le Siège Provincial du Mouvement, qui a été entièrement rénové avec l'arrivée de la démocratie. À la fin des années 1970, il est devenu le siège de l'office provincial du ministère de la culture de la province de Pontevedra. Le 30 juin 1986, après une rénovation intérieure et extérieure complète, il est devenu le siège de la Xunta de Galice dans la province de Pontevedra et a ouvert ses portes le 20 octobre 1986. En 2018, le bâtiment a été entièrement rénové et a rouvert ses portes le 17 juin 2019,,.
Le 15 novembre 2013, la zone piétonne du premier tronçon de la rue Benito Corbal, entre la rue Daniel de la Sota et la rue Sagasta, a été inaugurée.
Le 10 mars 2022, la chaîne de supermarchés Gadis a ouvert son plus grand supermarché en Galice dans une zone urbaine, avec deux étages et 2 200 mètres carrés de surface de vente, après une rénovation complète de l'ancien bâtiment Costa Giráldez.

## Description
Il s'agit d'une rue au cœur du centre-ville, longue d'un demi-kilomètre, rectiligne et à dominante plate. Sa largeur moyenne est de 12 mètres.
Il s'agit d'une rue centrale dans la première zone d'expansion urbaine de la ville, piétonne entre la place de la Peregrina et la place de la Herrería, à la lisière du centre historique de Pontevedra, et la rue Sagasta, avec une voie de circulation et deux trottoirs de la rue Sagasta à la rue Cobián Areal. Toute la rue est bordée longitudinalement de sophoras du Japon sur son côté nord.
De nombreuses rues convergent dans son tracé, d'ouest en est : Daniel de la Sota, Cobián Roffignac, Xenaro Pérez de Villamil (vers la place de Barcelos), Sagasta, Vasco da Ponte, Lepanto (piétonne), Blanco Porto et Javier Puig.
C'est l'une des principales rues de la ville et l'un de ses centres névralgiques. Il s'agit de la principale artère commerçante de la ville, avec de nombreux magasins et des franchises nationales et internationales,.

## Bâtiments remarquables
Dans la rue Benito Corbal, il y avait de nombreux bâtiments art nouveau du début du XXe siècle qui ont disparu lorsqu'ils ont été démolis à la suite du développement et de la spéculation immobilière des années 1970 et 1980 dans la ville.

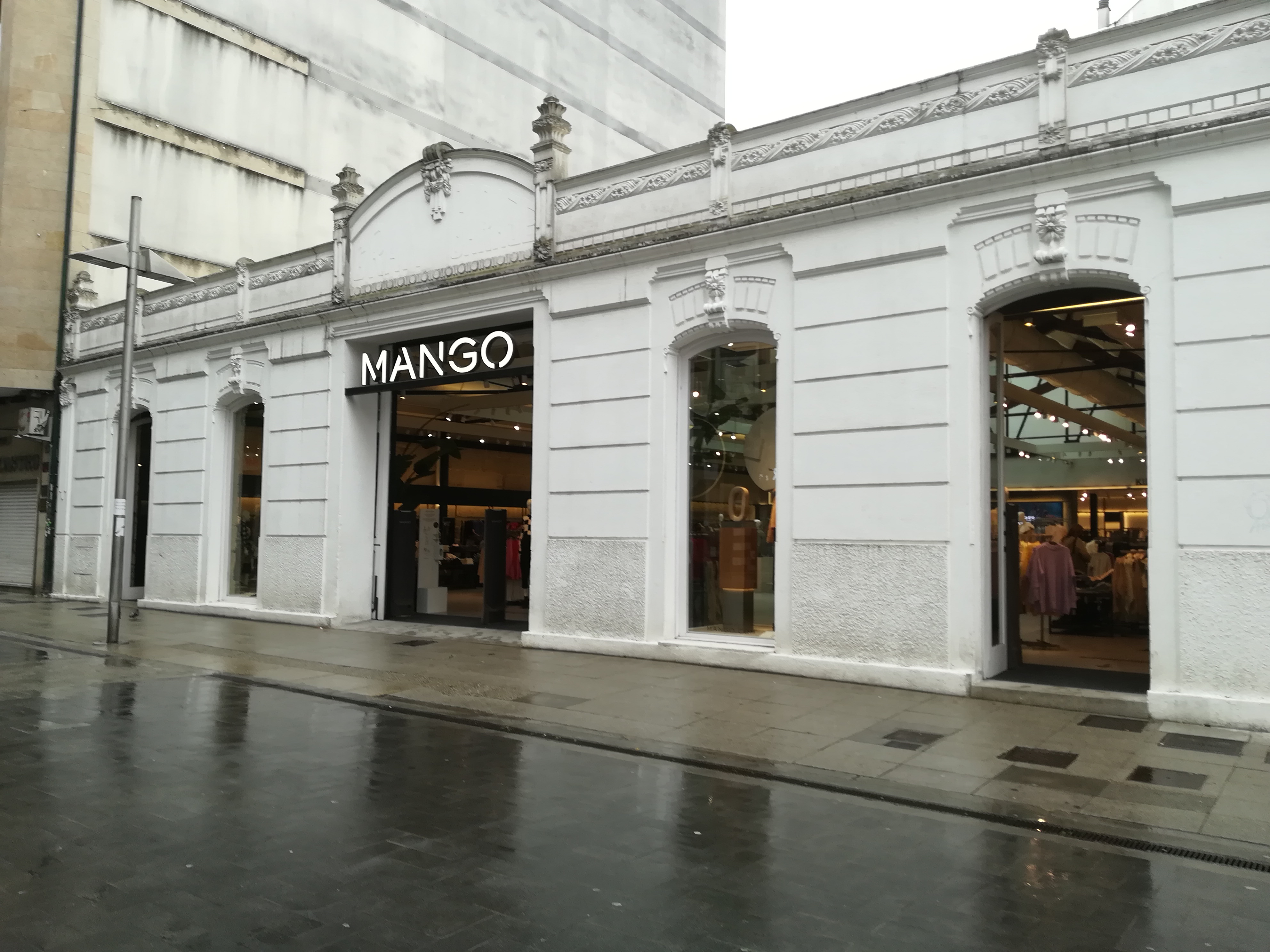
Bâtiment Art Nouveau Gran Garaje au numéro 8.

Le début de la rue coïncide avec l'arrière de l'église de la Vierge Pèlerine, l'un des bâtiments les plus symboliques de Pontevedra, classé Bien d'intérêt culturel. Il s'agit d'un temple baroque circulaire avec des éléments néoclassiques et un plan en coquille Saint-Jacques, achevé en 1792.
Les bâtiments des numéros 1, 5 et 9 de la rue, en bordure du centre historique de la ville, tout près de l'église du couvent Saint-François, datent du XIXe siècle.
Au numéro 8 de la rue se trouve le bâtiment art nouveau Gran Garaje. Construit en 1915, c'est l'un des seuls exemples de bâtiments art nouveau qui subsistent dans la ville. Il se distingue par la couleur blanche de sa façade et sa décoration. Il abrite actuellement un magasin de la chaîne de magasins de vêtements Mango.
Au numéro 17 se trouve le bâtiment Domínguez, un bâtiment en pierre de quatre étages conçu par l'architecte José Barreiro Vázquez, construit entre 1947 et 1949. Au numéro 11 de la rue, à l'angle de la rue Cobián Roffignac, se trouve un autre bâtiment en pierre de cinq étages, le bâtiment Martínez, conçu en 1948 par l'architecte Juan Argenti Navajas.
Au numéro 47 de la rue se trouve l'un des bâtiments de la Xunta de Galice dans la ville, qui a été au cours des deux dernières décennies du XXe siècle son siège principal à Pontevedra. À la fin des années 1970, il a été le siège provincial du ministère de la Culture et, en 1986, il a été complètement rénové. Il a été à nouveau entièrement rénové en 2019 et a acquis sa couleur bleue caractéristique à l'extérieur,,,.

## Galerie

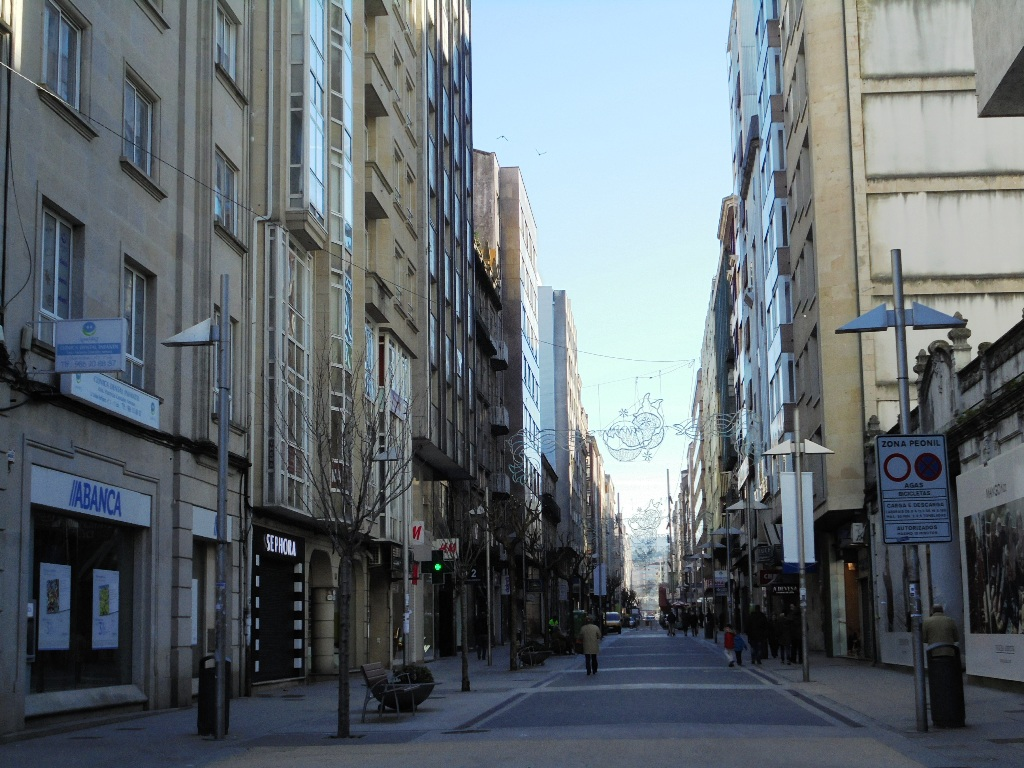
Partie piétonne de la rue Daniel de la Sota à la rue Sagasta
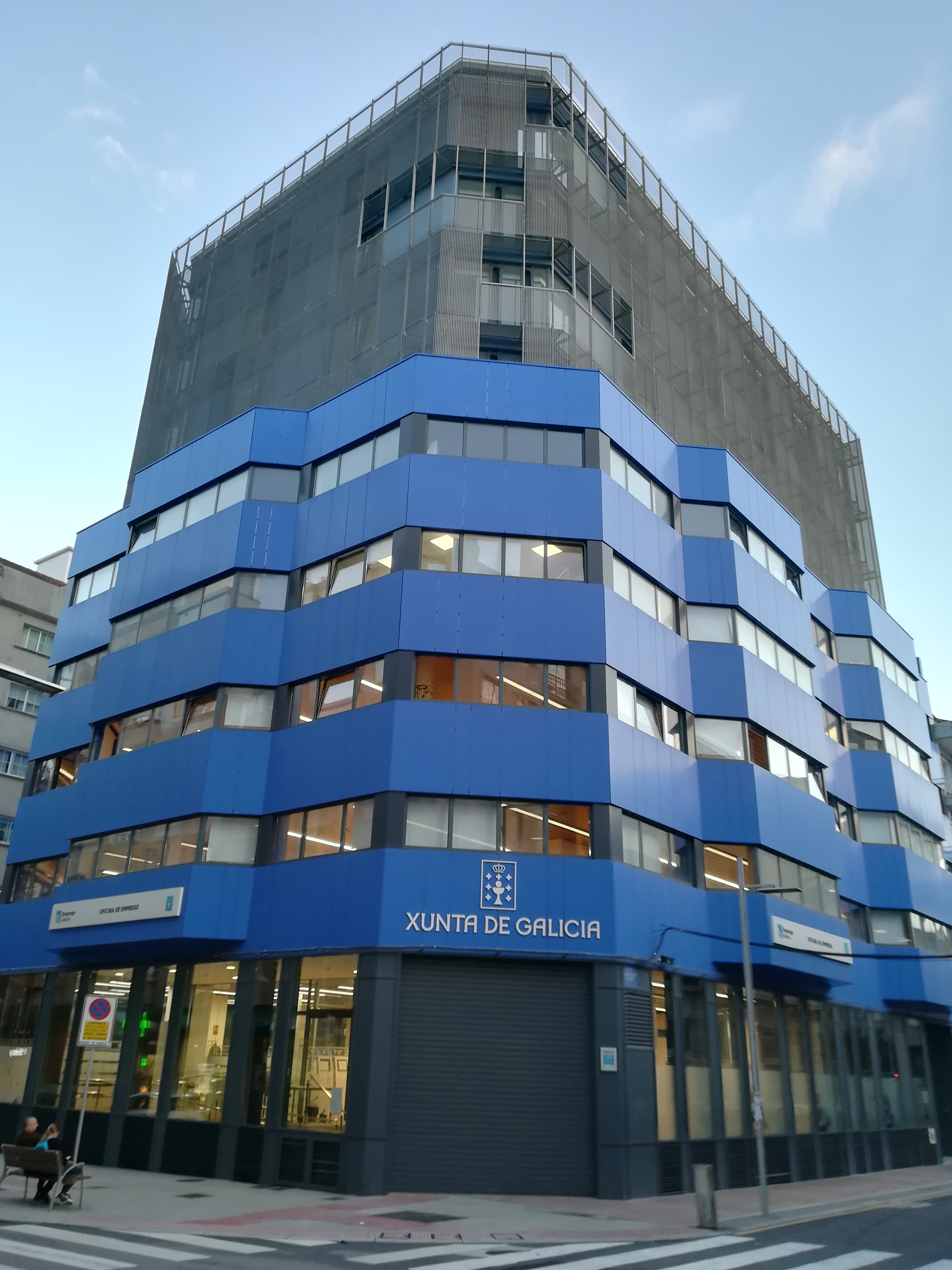
Bâtiment administratif de la Xunta de Galice au numéro 47
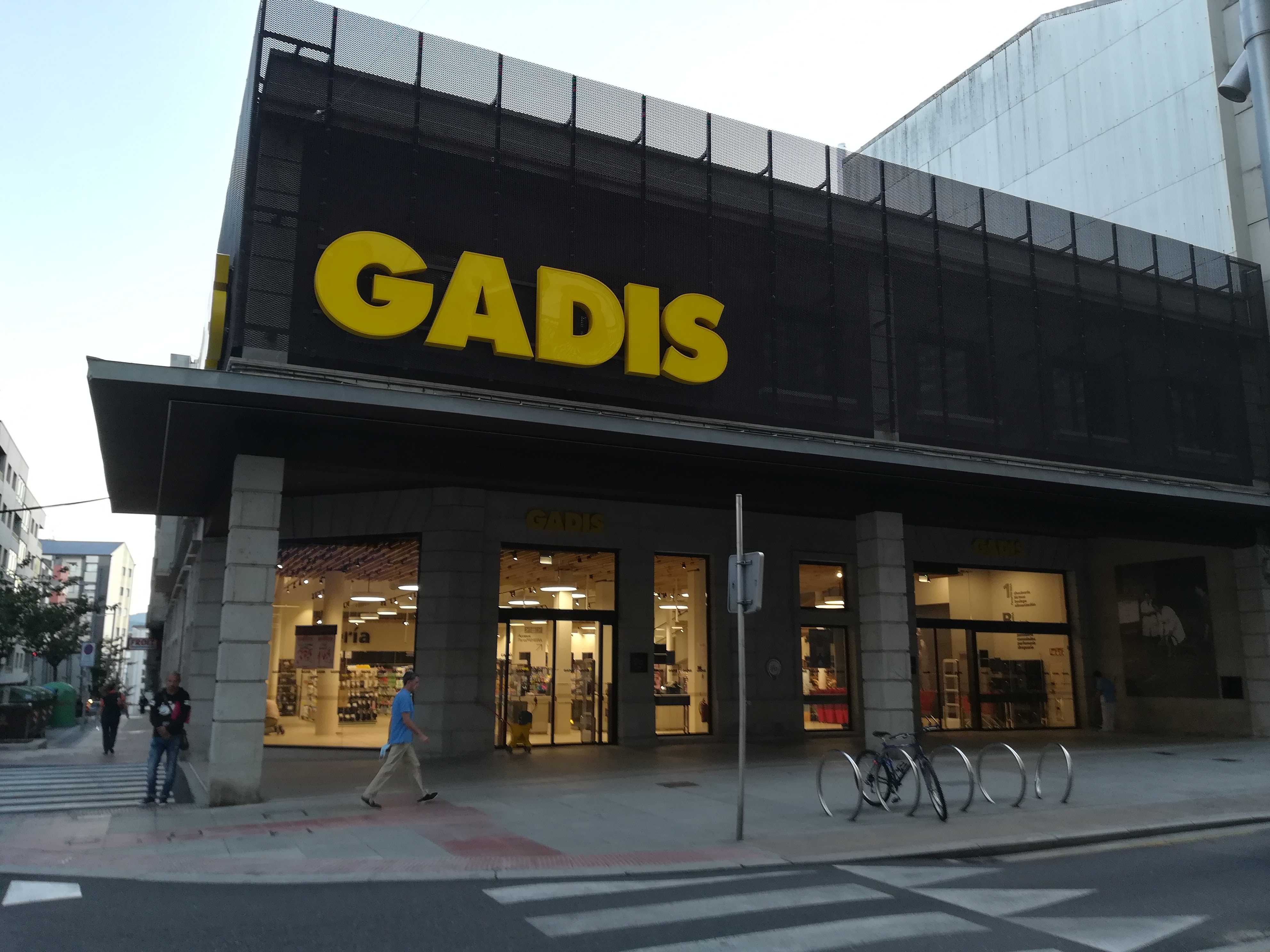
Numéro 49 de la rue
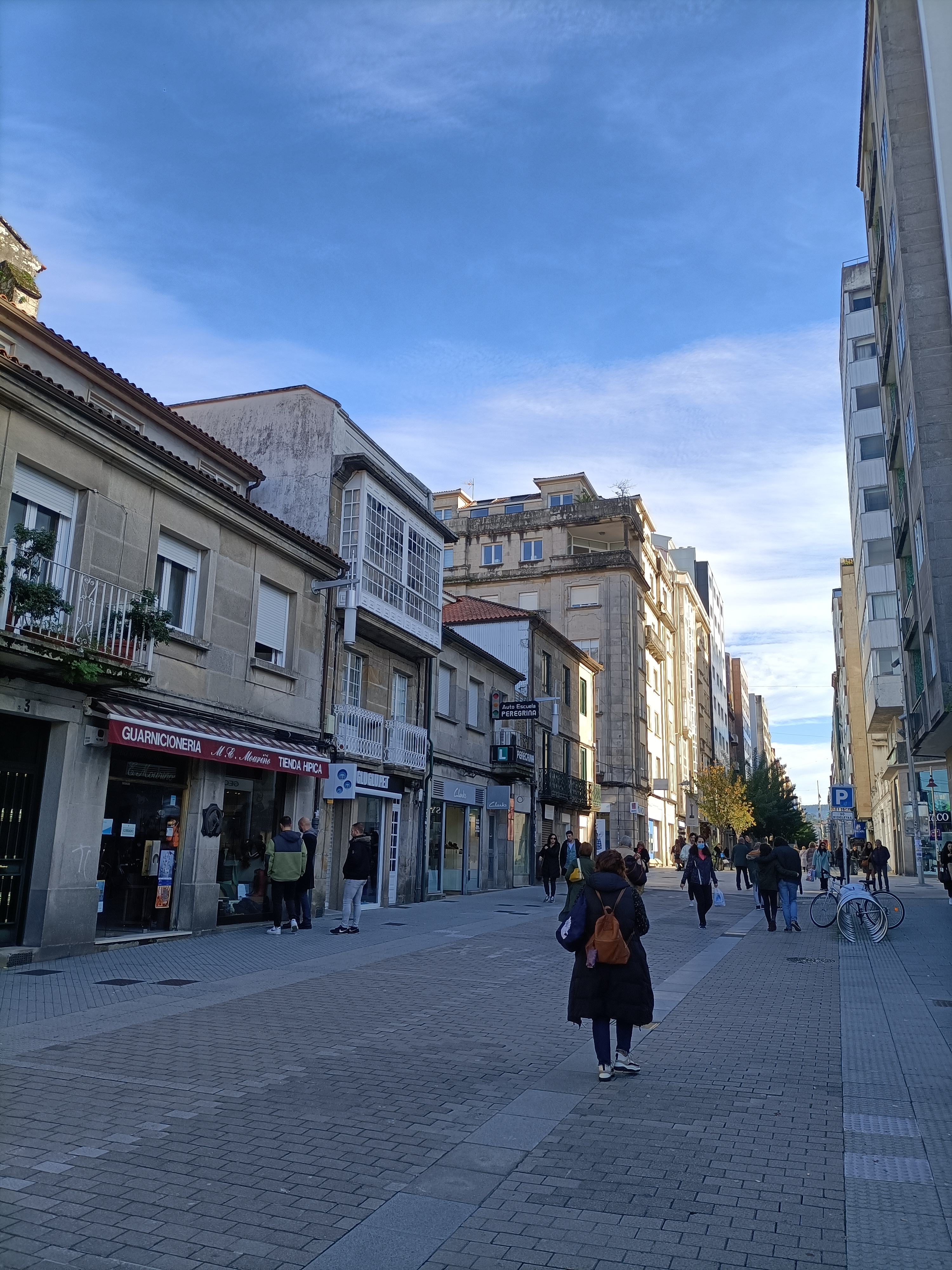
Premier tronçon de la rue
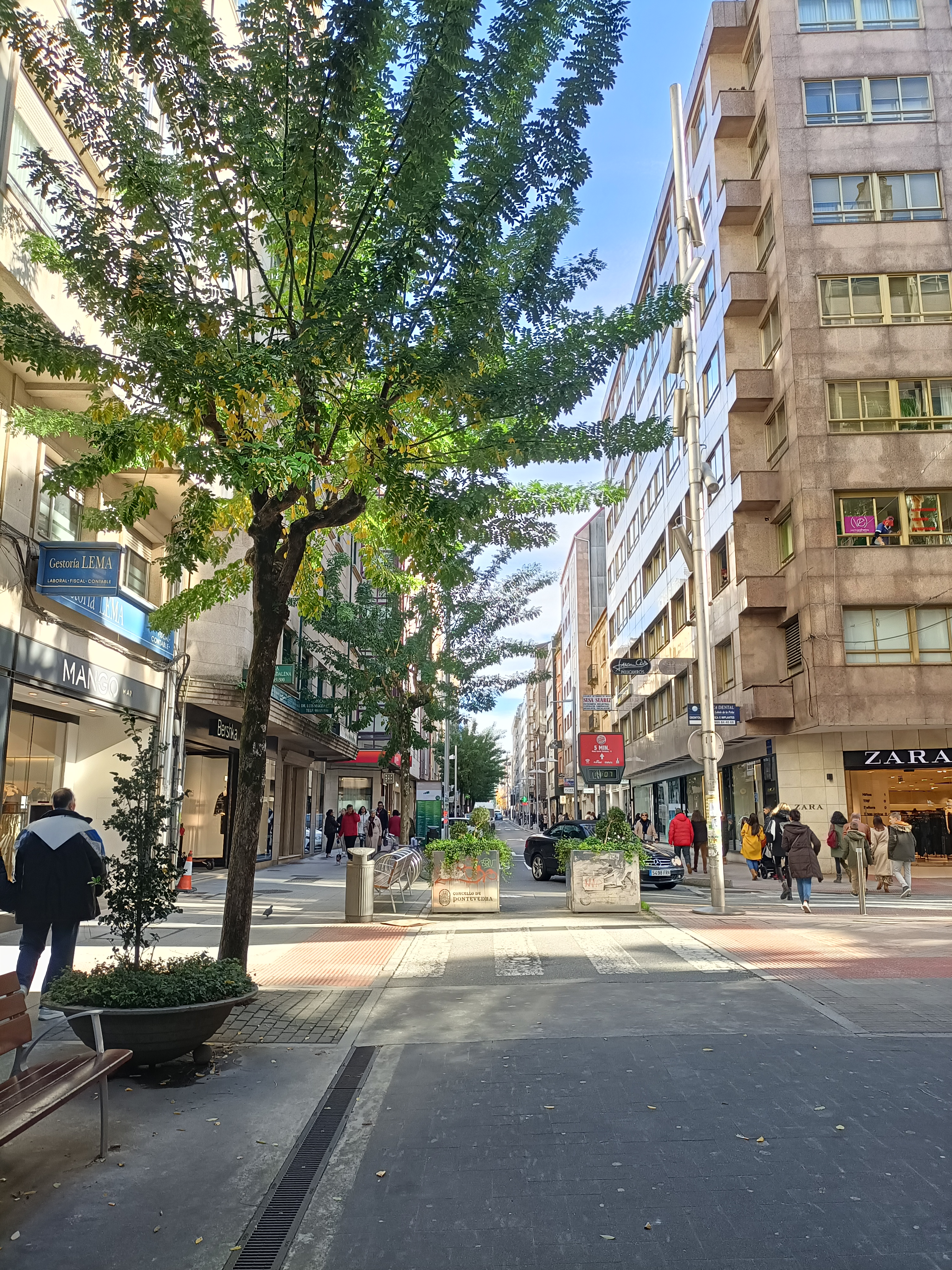
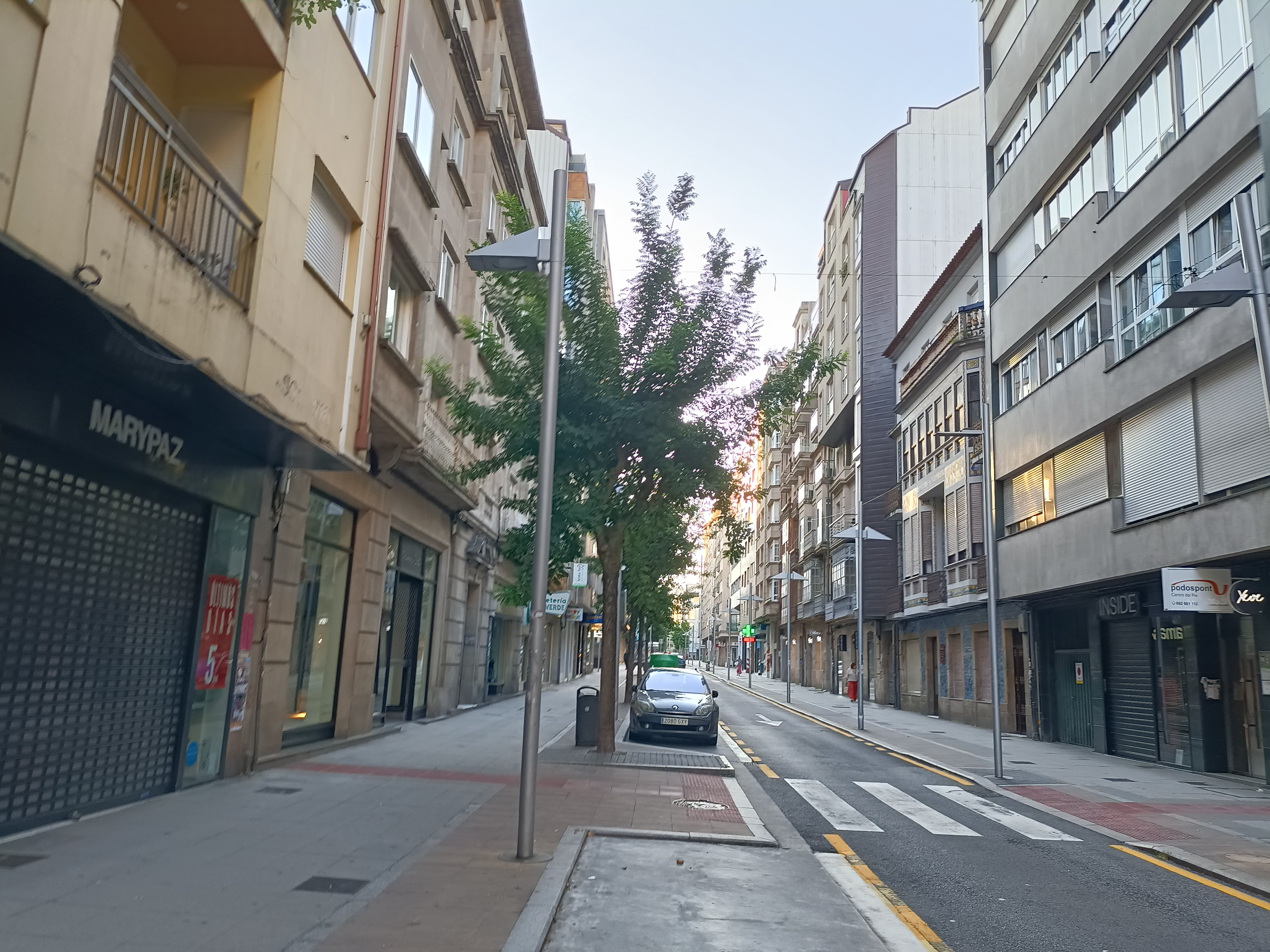
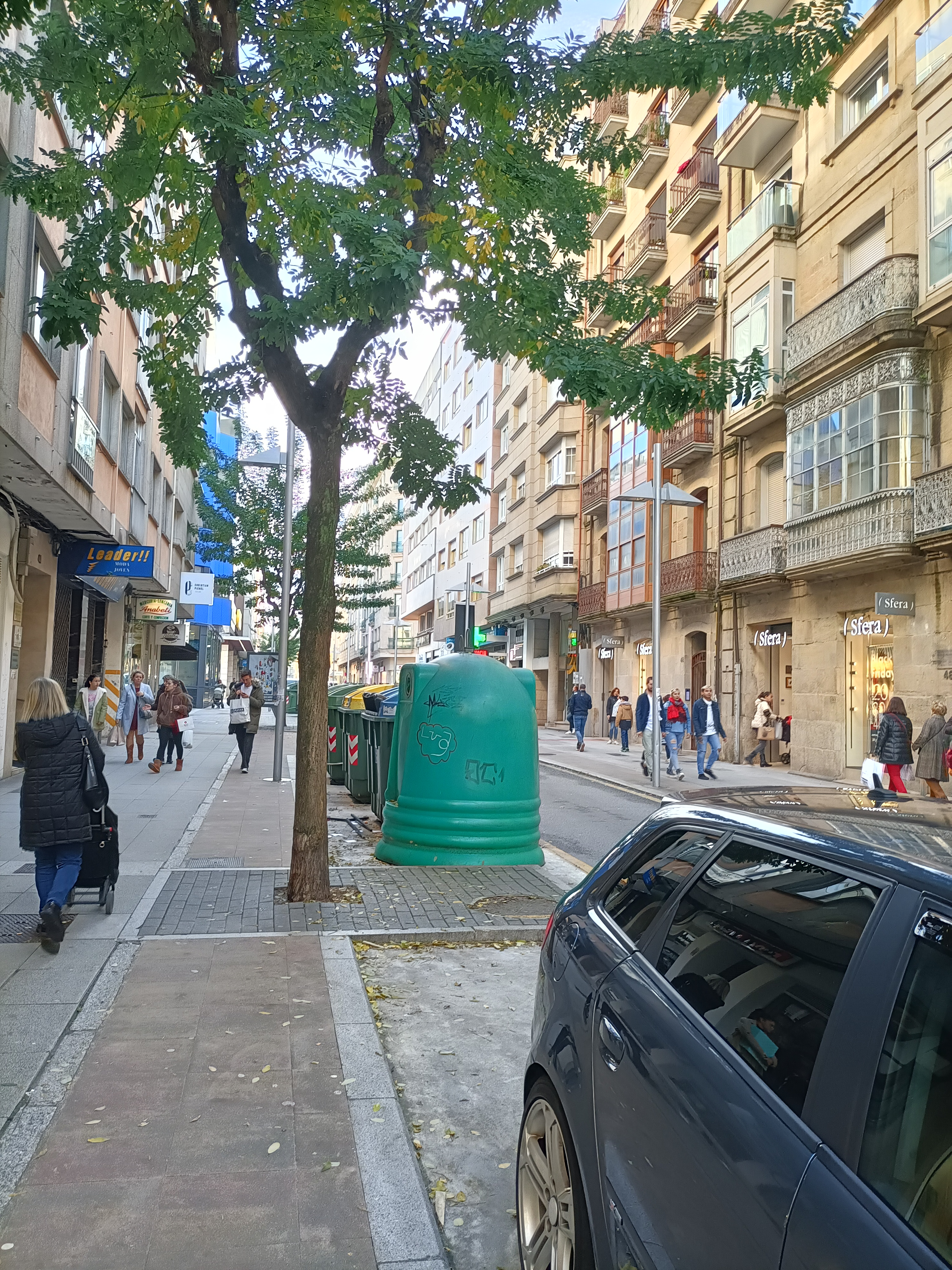
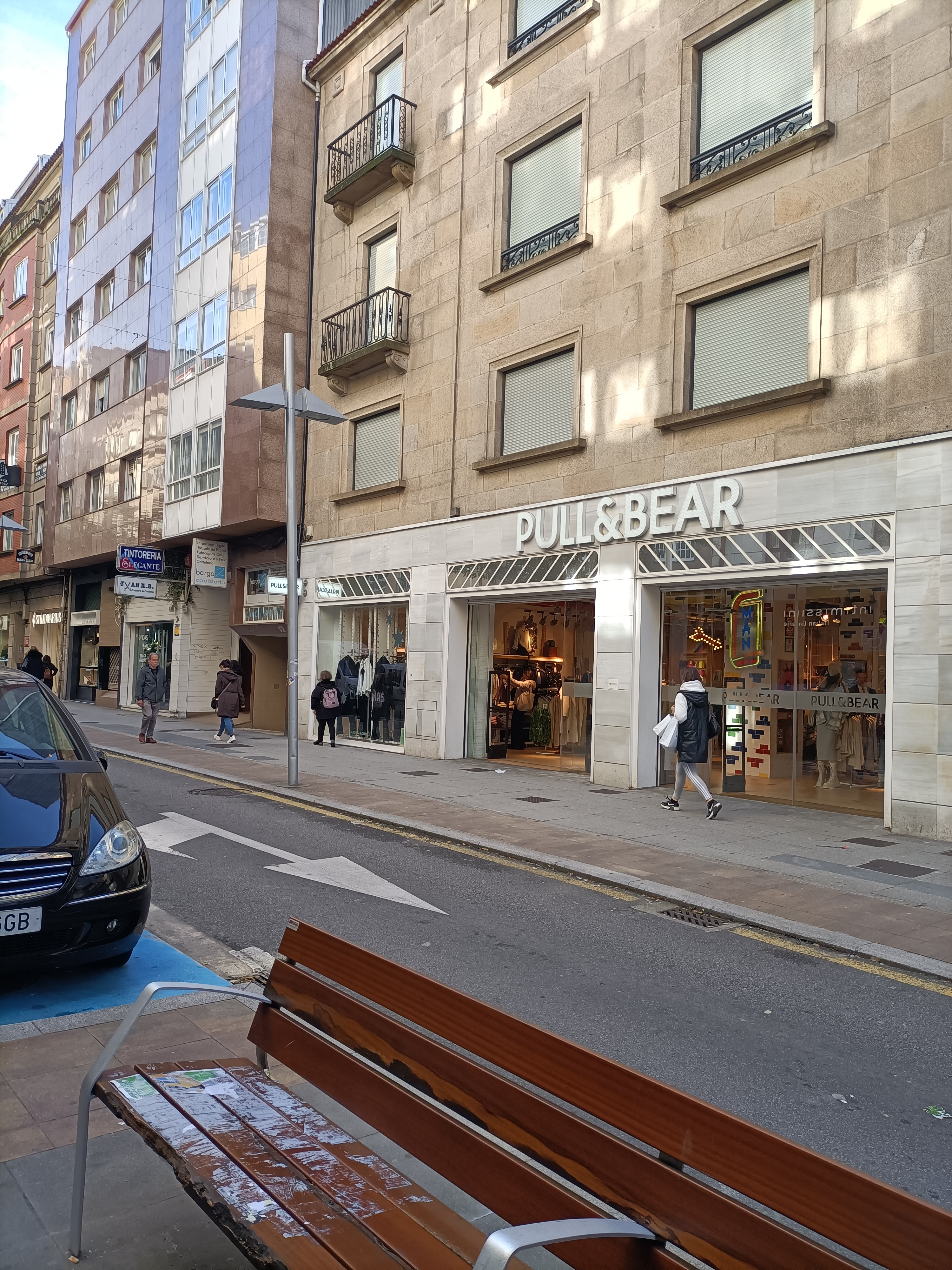
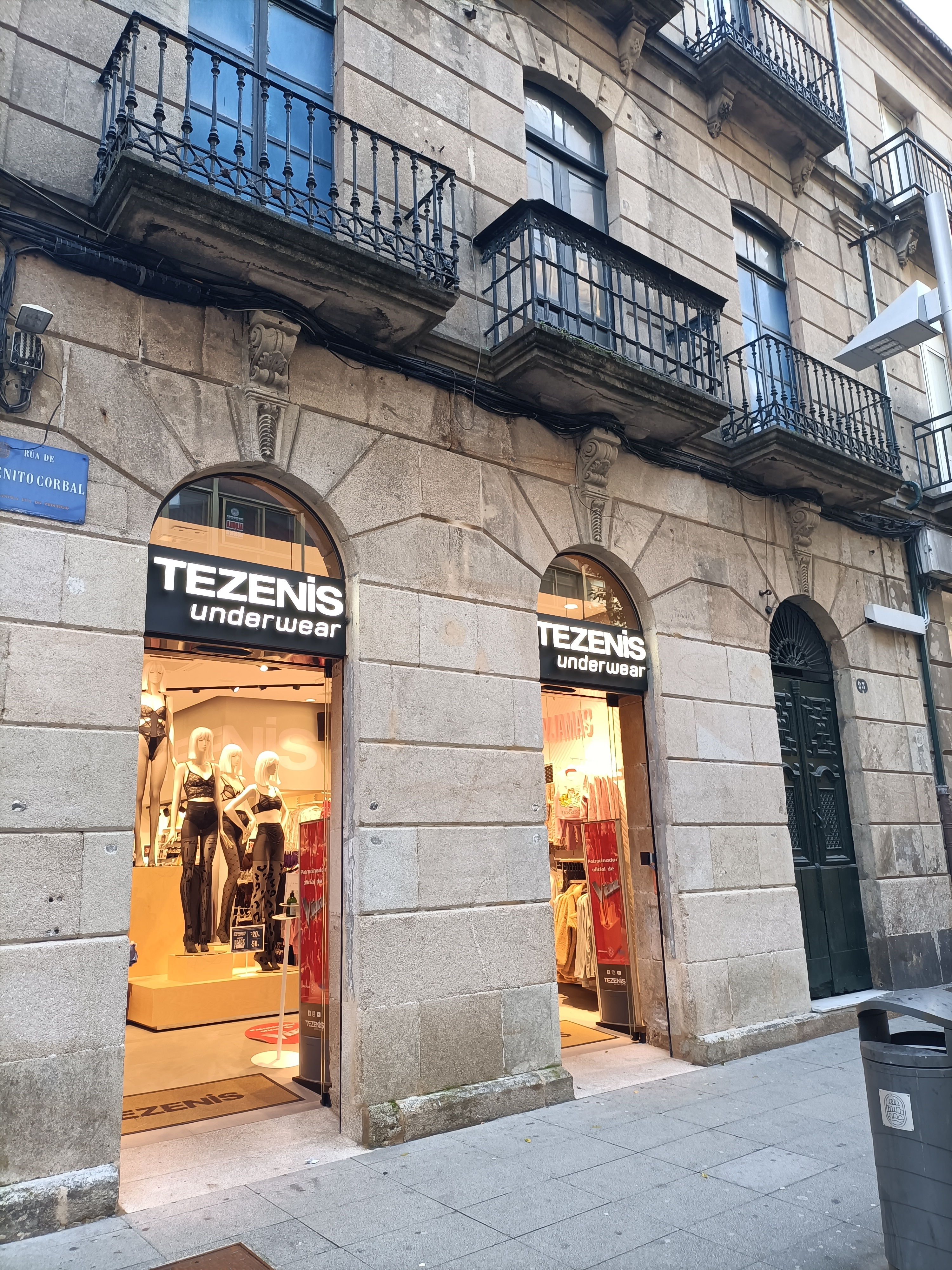